# Gelber Enzian
Der Gelbe Enzian (Gentiana lutea) ist eine Pflanzenart aus der Gattung Enziane (Gentiana) innerhalb der Familie der Enziangewächse (Gentianaceae). Diese gelbblühende Art ist in den Gebirgen Europas und der westlichen Türkei weitverbreitet. Der Gelbe Enzian, kurz auch Enzian genannt, wurde und wird vielseitig genutzt.

## Beschreibung

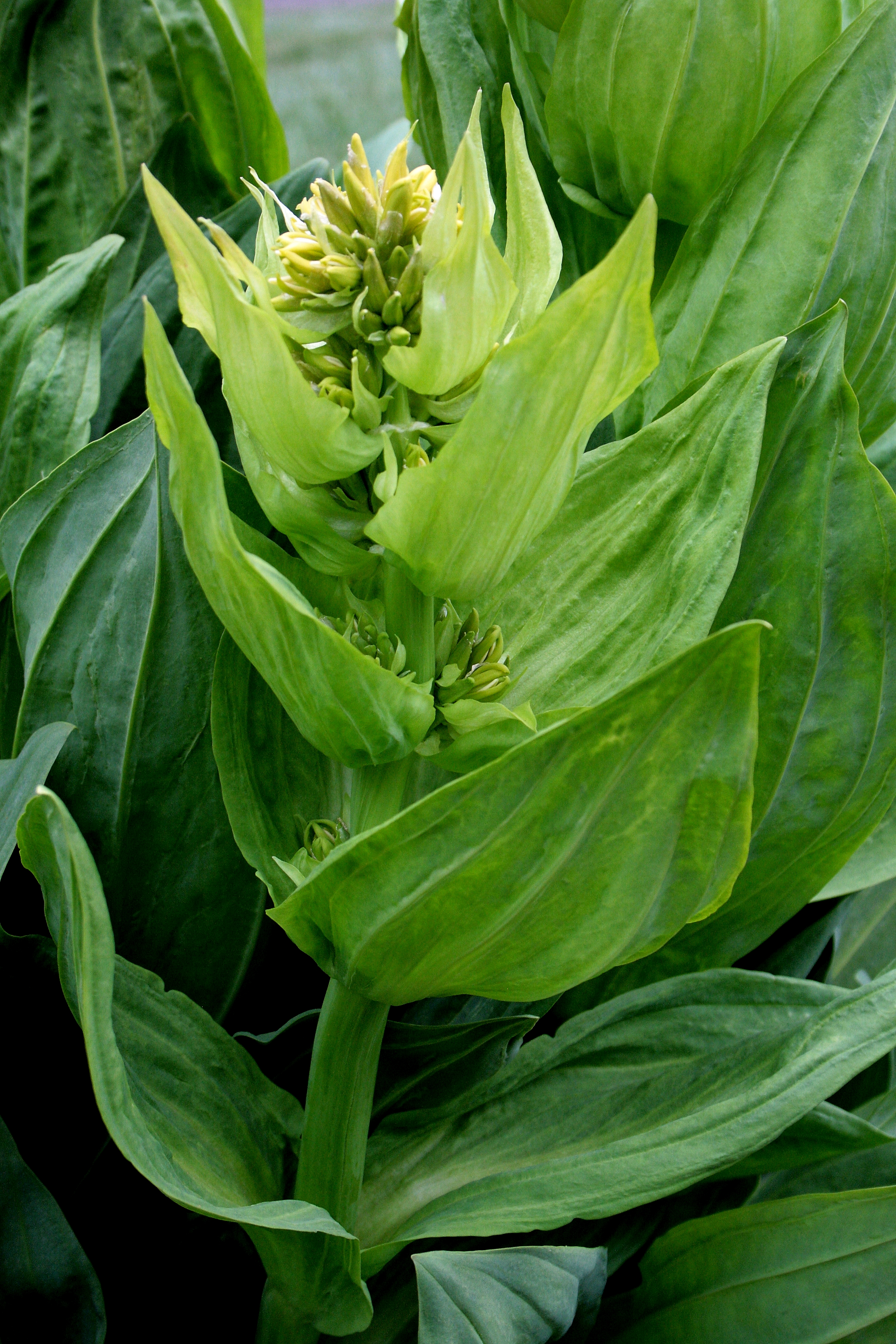
Kreuzgegenständige Laubblätter und Blütenstand vor Streckung und Aufblühen

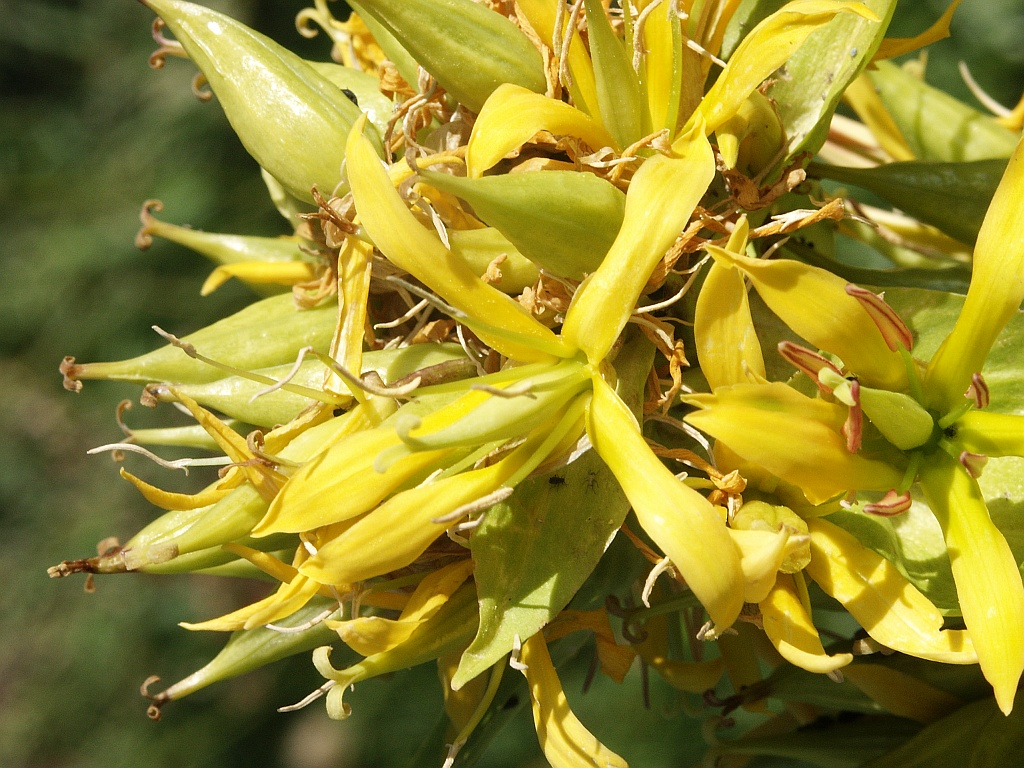
Detail eines Blütenstandes

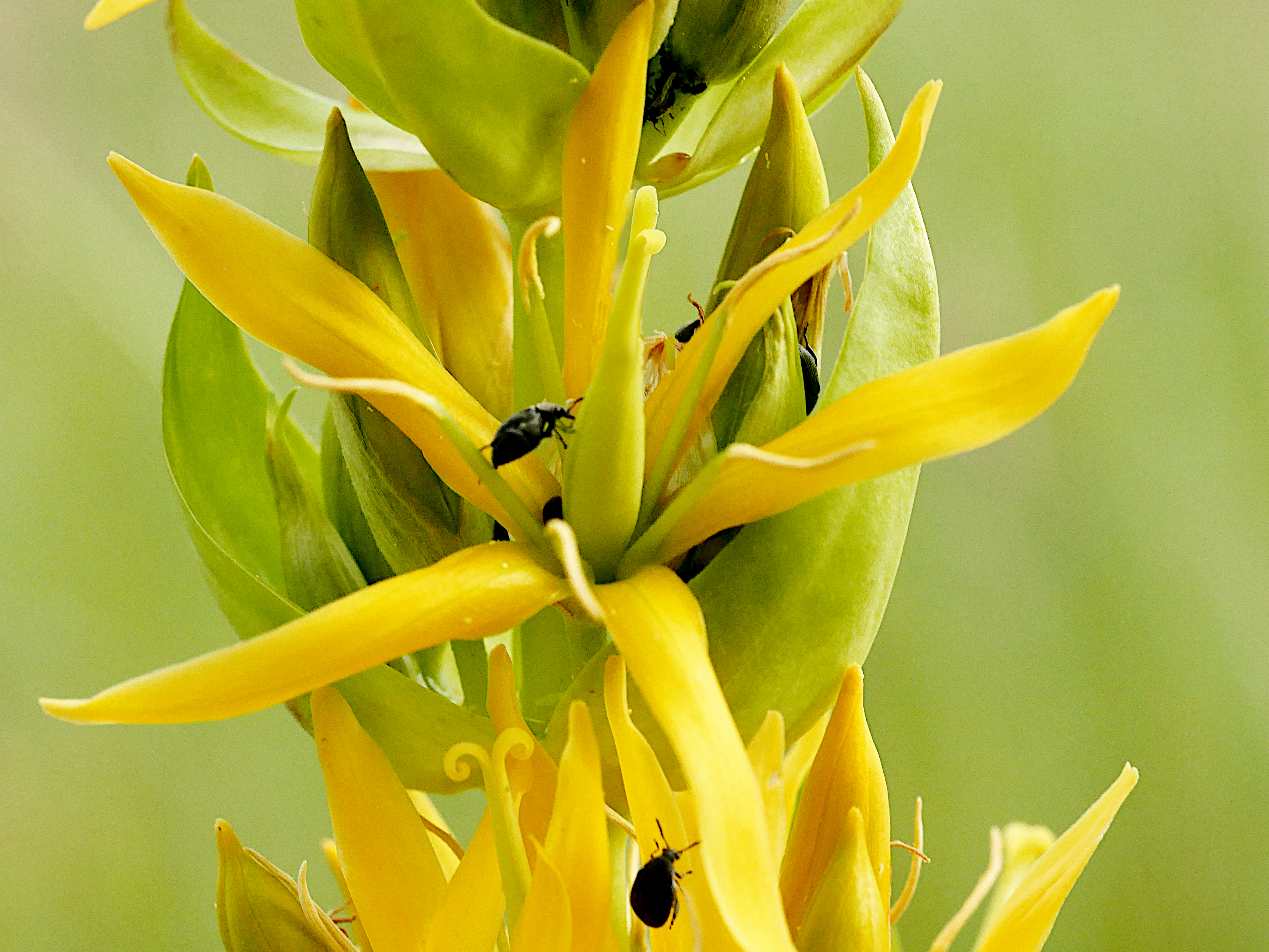
Einzelblüte mit Rapsglanzkäfern

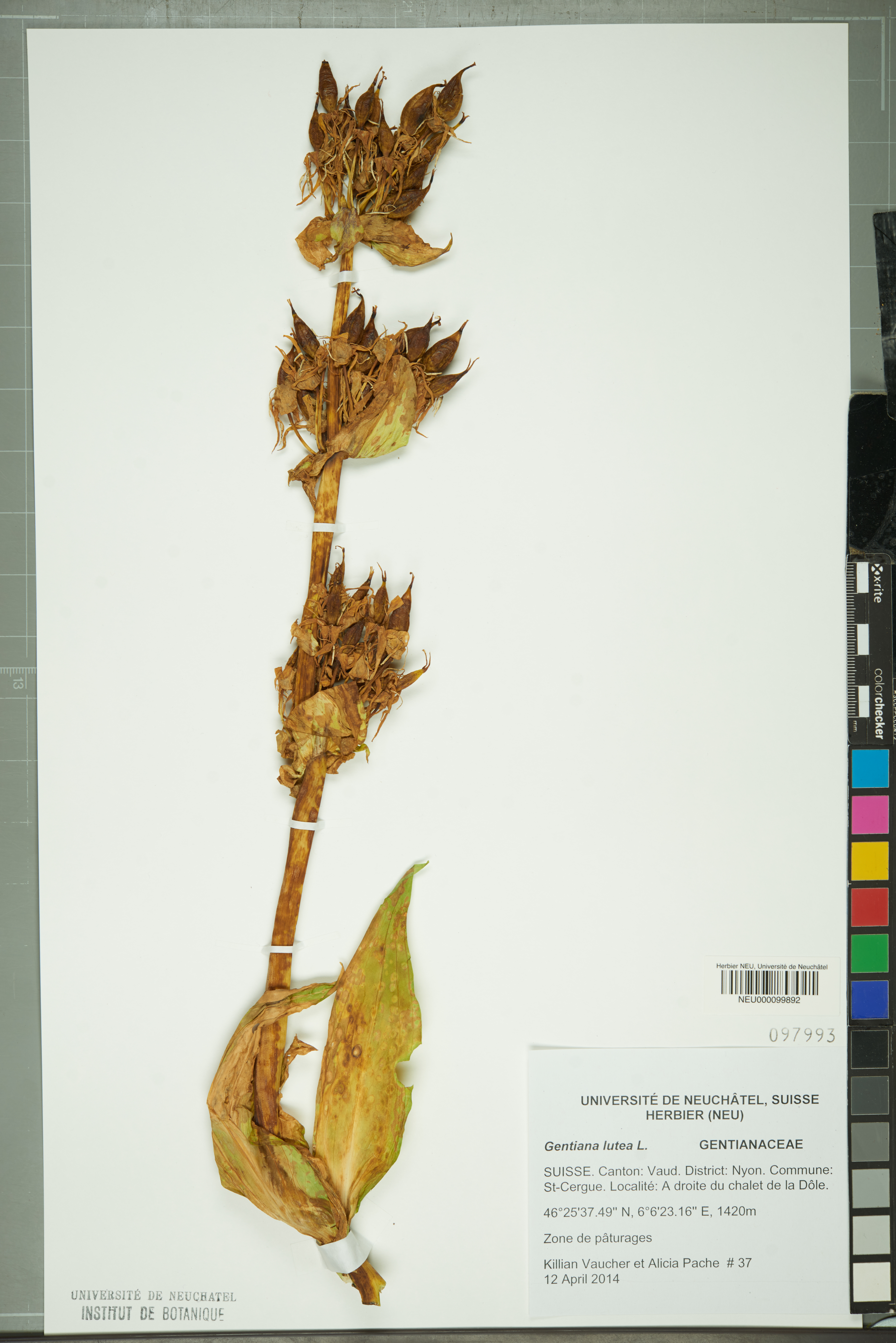
Fruchtstand – Herbarbeleg

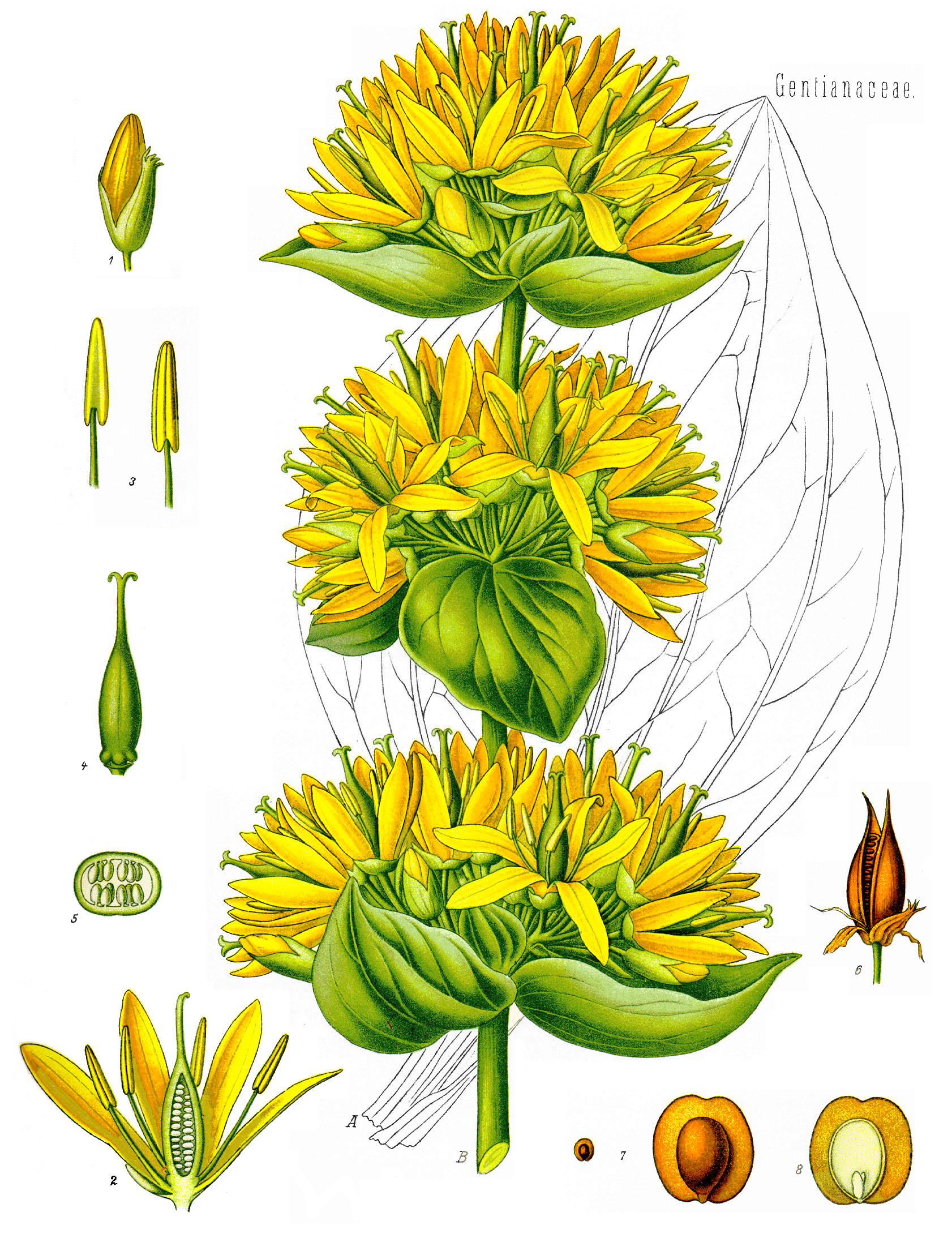
Gentiana lutea – Köhler’s Medizinal-Pflanzen. A. Basalblatt, natürl. Größe; B. oberer Teil eines blühenden Stengels; 1. Blütenknospe, etwas vergrößert; 2. Blüte im Längsschnitt, vergrößert; 3. Staubgefäße; 4. Stempel; 5. Fruchtknoten im Querschnitt; 6. aufgesprungene Frucht, natürl. Größe; 7. Samen, natürl. Größe und vergrößert; 8. derselbe im Längsschnitt, vergrößert.

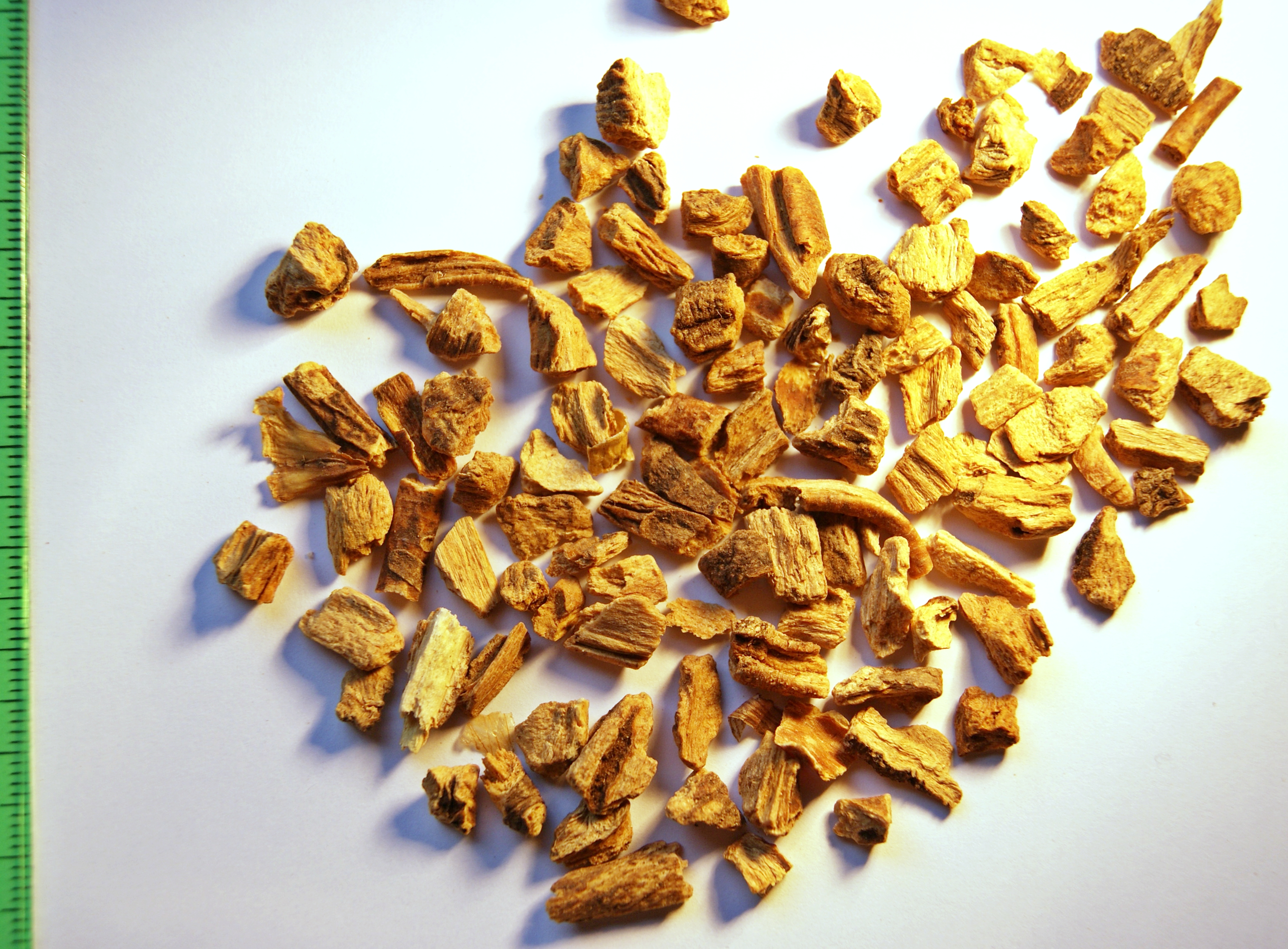
Droge Enzianwurzel

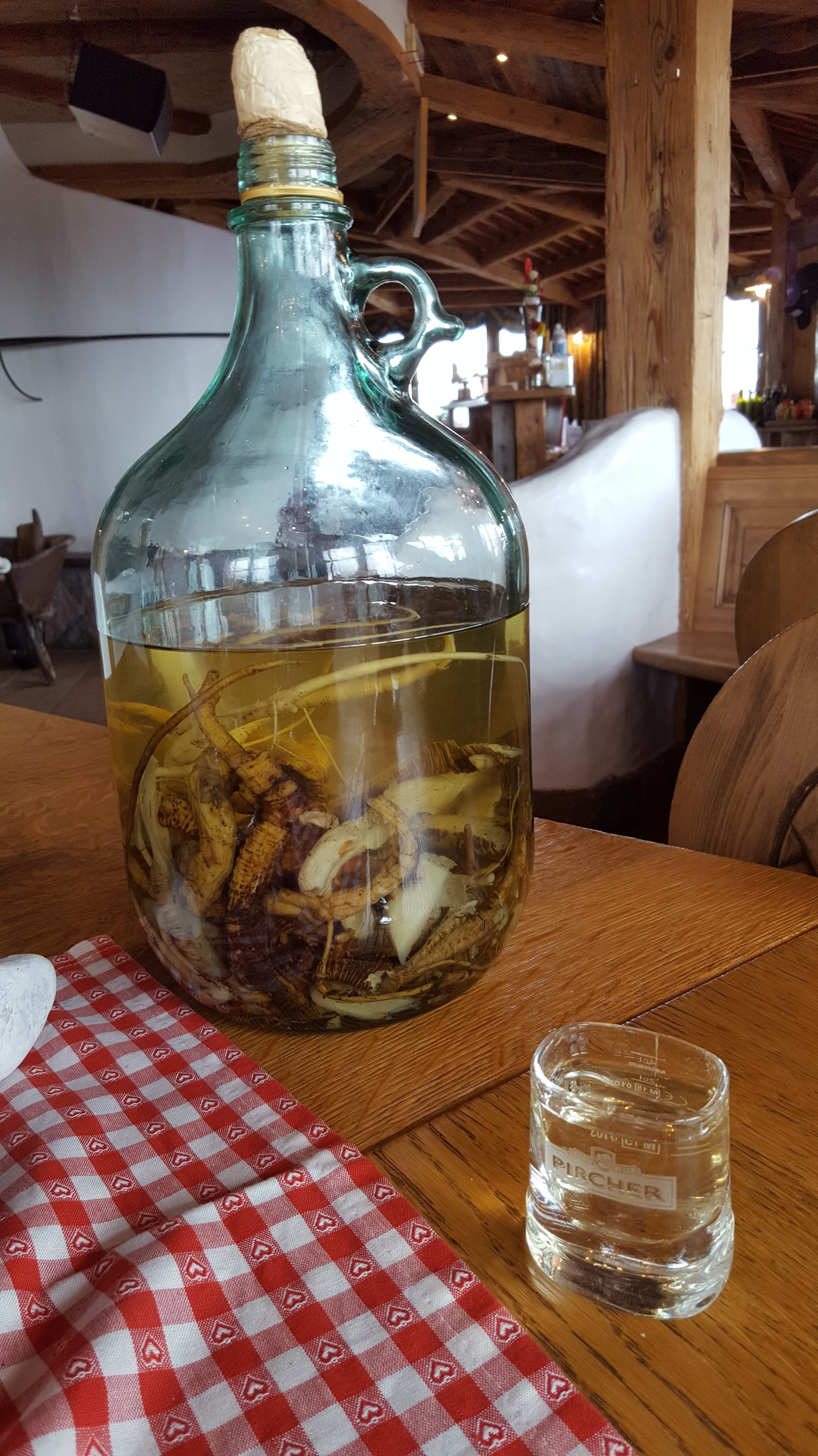
Enzianschnaps

### Vegetative Merkmale
Der Gelbe Enzian ist eine kräftige, ausdauernde krautige Pflanze, die Wuchshöhen von 50 bis 150 Zentimetern erreicht. Als Überdauerungsorgan wird ein kräftiges, bis unterarmdickes Rhizom gebildet. Die Hauptwurzel besitzt an älteren Pflanzen Längen bis zu 1 Meter und Durchmesser von 3 bis 5 Zentimeter. Die oberirdischen Pflanzenteile sind graugrün, kahl, aber durch Trichome etwas matt glänzend.
Anfangs wird eine grundständige Blattrosette gebildet. Die kreuzgegenständig angeordneten Stängelblätter sind im oberen Bereich ungestielt und im unteren Bereich kurz gestielt. Die einfache Blattspreite ist bei einer Länge von bis zu 30 Zentimetern und einer Breite von bis 15 Zentimetern eiförmig bis elliptisch mit fünf bis sieben kräftigen, bogenförmigen Hauptnerven.

### Generative Merkmale
In den Achseln der Hochblätter stehen je drei bis zehn Blüten in trugdoldigen Teilblütenständen zusammen. Der Blütenstiel ist beinahe so lang wie die Krone.
Die zwittrigen Blüten sind fünfzählig mit doppelter Blütenhülle. Die Blüten sind im Vergleich zu anderen Enzian-Arten sehr einfach gebaut. Die fünf häutigen Kelchblätter sind blass-gelb. Die fünf Kronblätter sind nur an ihrer Basis verwachsen und goldgelb. Die Kronzipfel sind schmal-lanzettlich, spitz und zuletzt sternförmig ausgebreitet. Die Staubblätter sind fast so lang wie die Kronblätter, mit großen Staubbeuteln. Auf dem oberständigen Fruchtknoten sitzt ein kurzer Griffel, der in einer zweiteiligen Narbe endet. Die Narbe ist 2,5 bis 5 Millimeter lang und beim Abblühen in einer Spirale zurückgerollt.
Die bis gut 1,3 Meter hohen, steifen Fruchtstände enthalten in bis zu sechs „Etagen“ bis zu 150 aufwärts gerichteten zweispaltigen Kapselfrüchte. Die knapp 6 Zentimeter lange, fachspaltige, Kapselfrucht enthält bis zu 100 bräunliche, abgeflachte, elliptische bis rundliche, schmal häutig geflügelte Samen. Die schmalen Flügel umringen den Samen median. Die Samen sind etwa 0,5 Millimeter dick, 3 bis 4 Millimeter lang und 2,5 bis 3 Millimeter breit (mit Flügeln), die Flügel sind nur etwa 0,5 Millimeter breit.

### Chromosomenzahl
Die Chromosomenzahl beträgt 2n = 40. Auch die Unterarten Gentiana lutea subsp. lutea und Gentiana lutea subsp. symphyandra haben die Chromosomenzahl 2n = 40.

## Verwechslungsmöglichkeit
Nicht blühend ist der Gelbe Enzian leicht mit dem sehr stark giftigen Weißen Germer zu verwechseln, dessen ebenfalls bogennervige und graugrüne Blätter aber nicht kreuzgegenständig, sondern (dreizeilig) wechselständig beziehungsweise schraubig angeordnet sind.

## Ökologie und Phänologie
Beim Gelben Enzian handelt es sich um einen Geophyten oder Hemikryptophyten. Der Gelbe Enzian bildet in den ersten Jahren nach der Keimung oberirdisch nur eine Blattrosette. Dieser Rhizomgeophyt blüht erstmals mit zehn Jahren, kann aber 40 bis 60 Jahre alt werden. Ein Pflanzenexemplar fängt meist erst im 10. bis 20. Jahr an zu blühen und setzt dann jeweils einige Jahre im Blühen aus. Die ausdauernde, fleischig verdickte Speicherwurzel kann bis zu 60 Jahre alt und dann armdick und meterlang werden. Das Rhizom treibt alljährlich einen aus etwa acht dekussierten Blättern gebildeten Schopf. Die miteinander verwachsenen Blattscheiden bilden nach Regenfällen mit Wasser gefüllte „Zisternen“.
Die Blüten sind durch Carotinoide gelb. Blütenökologisch handelt es sich um „Nektar führende Scheibenblumen“. Der Nektar wird offen dargeboten. Fremdbestäubung erfolgt durch verschiedene Insekten, z. B. durch Fliegen, Faltenwespen und Hummeln. Auch Selbstbestäubung ist möglich. Die Blühreife eines Exemplars wird erst etwa ab dem 10. Jahr erreicht. Die Blütezeit reicht je nach Höhenlage von Juni bis August.
Die Fruchtstände enthalten in bis zu sechs „Etagen“ bis zu 150 aufwärts gerichteten zweispaltigen Kapselfrüchte, die als Wintersteher oft über die Schneedecke hinaus ragen. Die Kapselfrüchte sind Windstreuer. Die geflügelten Samen breiten sich als Gleitflieger und Adhäsionshafter aus. Jeder Fruchtstand erzeugt etwa 10.000 Samen. Fruchtreife ist von September bis Oktober. Die Samen sind Licht- und Kältekeimer. Die Tausendkornmasse beträgt etwa 1,0 bis 1,3 Gramm.

## Vorkommen
Der Gelbe Enzian ist in den Alpen und anderen Gebirgen Mittel- und Südeuropas verbreitet. Es gibt Fundortangaben für Portugal, Spanien, Frankreich, Deutschland, Österreich, die Schweiz, Italien, Slowenien, Serbien, Kroatien, Bulgarien, Rumänien, Albanien, Griechenland, die westliche Türkei, die Republik Moldau und die Ukraine. In deutschen Mittelgebirgen kommt er beispielsweise im Schwarzwald auf dem Feldberg und dem Hohen Randen vor, im Harz auf dem Brocken, auf der Kleinen Kalmit bei Ilbesheim, aber besonders häufig auf der Schwäbischen Alb.
Der Gelbe Enzian galt als kalkliebend, wächst aber auch auf kristallinem Gestein (Schwarzwald) und gedeiht in Mitteleuropa auf Weiden-, Block- und Karflure von der Tallage bis in Höhenlagen von 2500 Metern, die wenigstens zeitweise feucht und locker sind. Er kommt in Mitteleuropa in größeren Höhenlagen vor in Gesellschaften des Verbandes Nardion, des Calamagrostion-arundinaceae-Verbands, auch im Verband Erico-Pinion und in der Ordnung der Seslerietalia albicantis. In niedrigen Höhenlagen findet man ihn in Gesellschaften des Mesobromion- und des Verbandes Geranion sanguinei. In den Allgäuer Alpen steigt er im Tiroler Teil zwischen Jöchelspitze und Mutte in Höhenlagen von bis zu 2100 Metern auf. In den Alpen erreicht er vereinzelt Höhenlagen von 2500 Metern.
Die ökologischen Zeigerwerte nach Landolt et al. 2010 sind in der Schweiz: Feuchtezahl F = 3 (mäßig feucht), Lichtzahl L = 4 (hell), Reaktionszahl R = 4 (neutral bis basisch), Temperaturzahl T = 2+ (unter-subalpin und ober-montan), Nährstoffzahl N = 3 (mäßig nährstoffarm bis mäßig nährstoffreich), Kontinentalitätszahl K = 3 (subozeanisch bis subkontinental).
Gentiana lutea ist in Deutschland geschützt durch die Bundesartenschutzverordnung, Anlage 1. Geschützt sind wild lebende Populationen (Fußnote 8 der Anlage). Allerdings kann er sich aufgrund seiner reichlichen Produktion leicht verwehbarer Samen auf Weideflächen auch zur Plage entwickeln, denn das Nutzvieh meidet ihn.

## Systematik
Die Erstveröffentlichung von Gentiana lutea erfolgte 1753 durch Carl von Linné in Species Plantarum, Tomus I, S. 227. Ein Synonym von Gentiana lutea L. ist Gentiana lutea subsp. aurantiacaM.Laínz
Je nach Autor gibt es von Gentiana lutea etwa vier Unterarten:
- Gentiana lutea L. subsp. lutea: Sie kommt in Europa sowie in der Türkei vor und findet in den Alpen ihr Optimum in [Pflanzengesellschaft]en des Verbands Seslerion variae.[14][2]
- Gentiana lutea subsp. montserratii (Vivant ex Greuter) Widler (Syn.: Gentiana montserratii Vivant ex Greuter, Gentiana lutea var. dilatata A.Bolòs): Sie kommt nur in Spanien vor.[2]
- Gentiana lutea subsp. symphyandra (Murb.) Hayek (Syn.: Gentiana lutea var. symphyandra Murb., Gentiana symphyandra Murb.): Es gibt Fundortangaben für Italien, Österreich, Liechtenstein, Slowenien, Serbien, den Kosovo, Kroatien, Bulgarien, Albanien, Griechenland und die Türkei.[2] Sie findet in den Alpen ihr Optimum in Gesellschaften der Klasse Elyno-Seslerietea variae.[14]
- Gentiana lutea subsp. vardjanii Wraber: Sie kommt in Österreich und Slowenien vor.[2] Sie findet in den Alpen ihr Optimum in Gesellschaften der Klasse Elyno-Seslerietea variae.[14]

## Verwendung und Trivialnamen
Deutschsprachige Trivialnamen sind beispielsweise Bitterwurz, Fieberwurz, Hochwurz, Großer Enzian, Fieberwurzel, Bergfieberwurzel.
Als Droge Enzianwurzel, Gentianae radix, dienen die getrockneten und zerkleinerten unterirdischen Pflanzenteile des Gelben Enzians (früher auch encian und lateinisch genciana sowie mittelhochdeutsch genciane genannt), das heißt das Rhizom bzw. die Pfahlwurzel. Sie sind reich an Zuckern (z. B. Gentiobiose) und Bitterstoffen (Gentianopicrin und Amarogentin). Die Bitterstoffe dienen eigentlich als Schutz vor Tierfraß. Arzneilich wird die Droge als Bittermittel, z. B. als appetitanregender Magenbitter, Aperitif und für Schnaps verwendet (z. B. Enzian und Suze). Der Gelbe Enzian wird auch als Fiebermittel benutzt; die Wirksamkeit gegen Fieber konnte jedoch nicht nachgewiesen werden. Es wird ein bitteres und verdauungsanregendes Tonikum, früher Enziansaft genannt, gewonnen. Er wird eingesetzt gegen Müdigkeit, Untergewicht, Blutarmut und Appetitmangel in der Rekonvaleszenz. In der Volksmedizin findet er Anwendung gegen Fieber, Gicht, Hypochondrie, Malaria und Darmparasiten.
Zur Herstellung des Enzianschnapses wird vor allem Gentiana lutea verwendet und gezielt angebaut, seltener die anderen hochwüchsigen Arten, zum Beispiel Gentiana punctata, da sie von allen Enzian-Arten den stärksten Gehalt an Bitterstoffen hat. Ein Extrakt schmeckt noch in einer wässrigen Verdünnung von ca. 1:20.000 deutlich bitter.

## Sonstiges
Am 15. Oktober 1975 erschien im Rahmen der jährlich von der Deutschen Bundespost ausgegebenen Wohlfahrtsmarken eine Abbildung des Gelben Enzians als Motiv (Michel-Nr. 510), wobei die unterste Blüte rechts in künstlerischer Freiheit oder irrtümlich eine sechszählige Krone zeigt.
Die Pflanze enthält Gentiopikroside und das Aglycon Gentiopikrin. Diese Inhaltsstoffe, insbesondere das Amarogentin, werden zu den bittersten Substanzen überhaupt gerechnet.

## Geschichte

### Historische Abbildungen

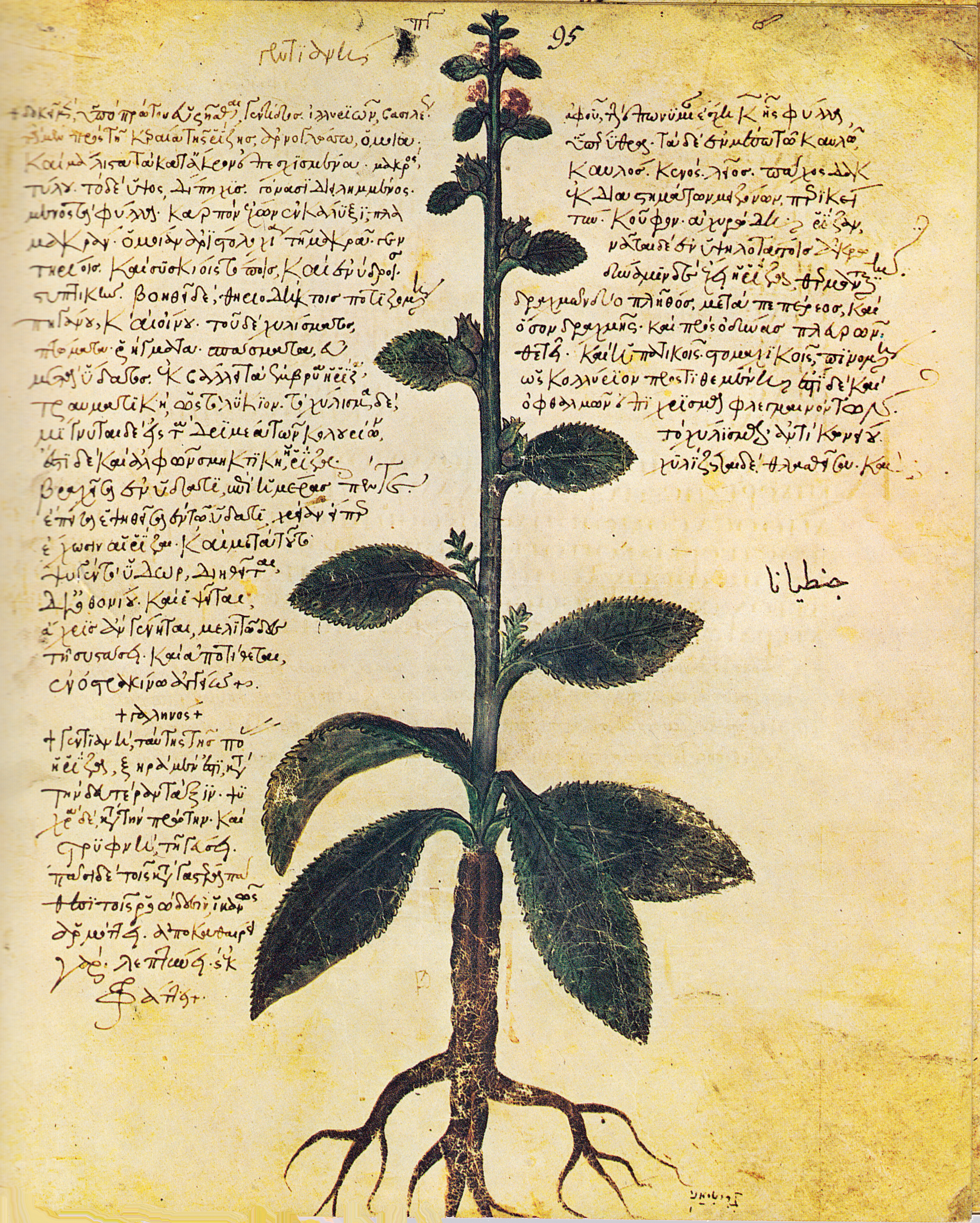
Wiener Dioskurides 6. Jahrhundert
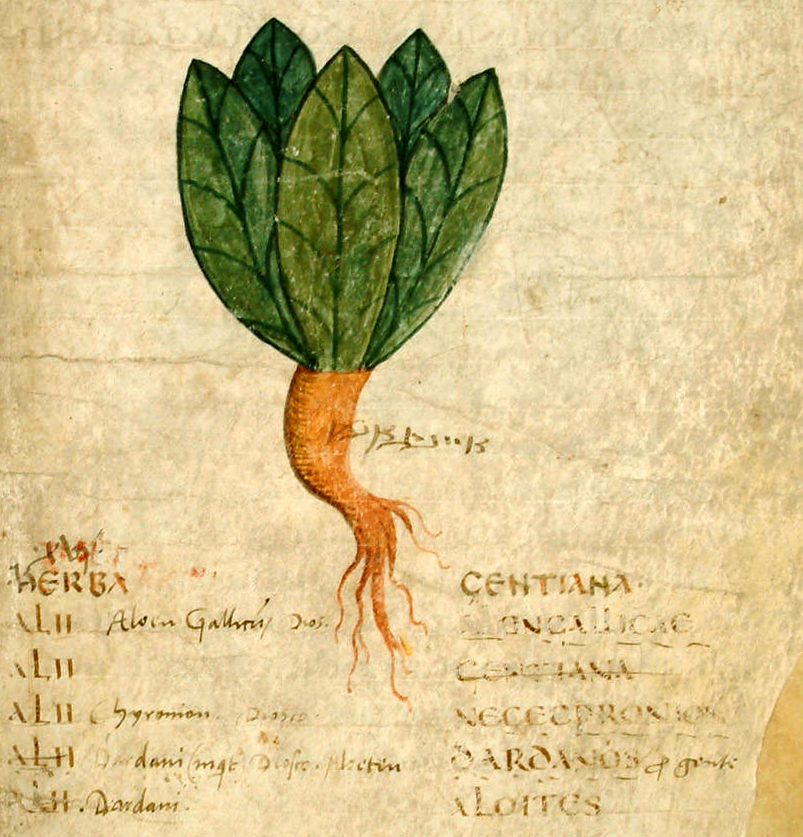
Pseudo-Apuleius Leiden 6. Jahrhundert
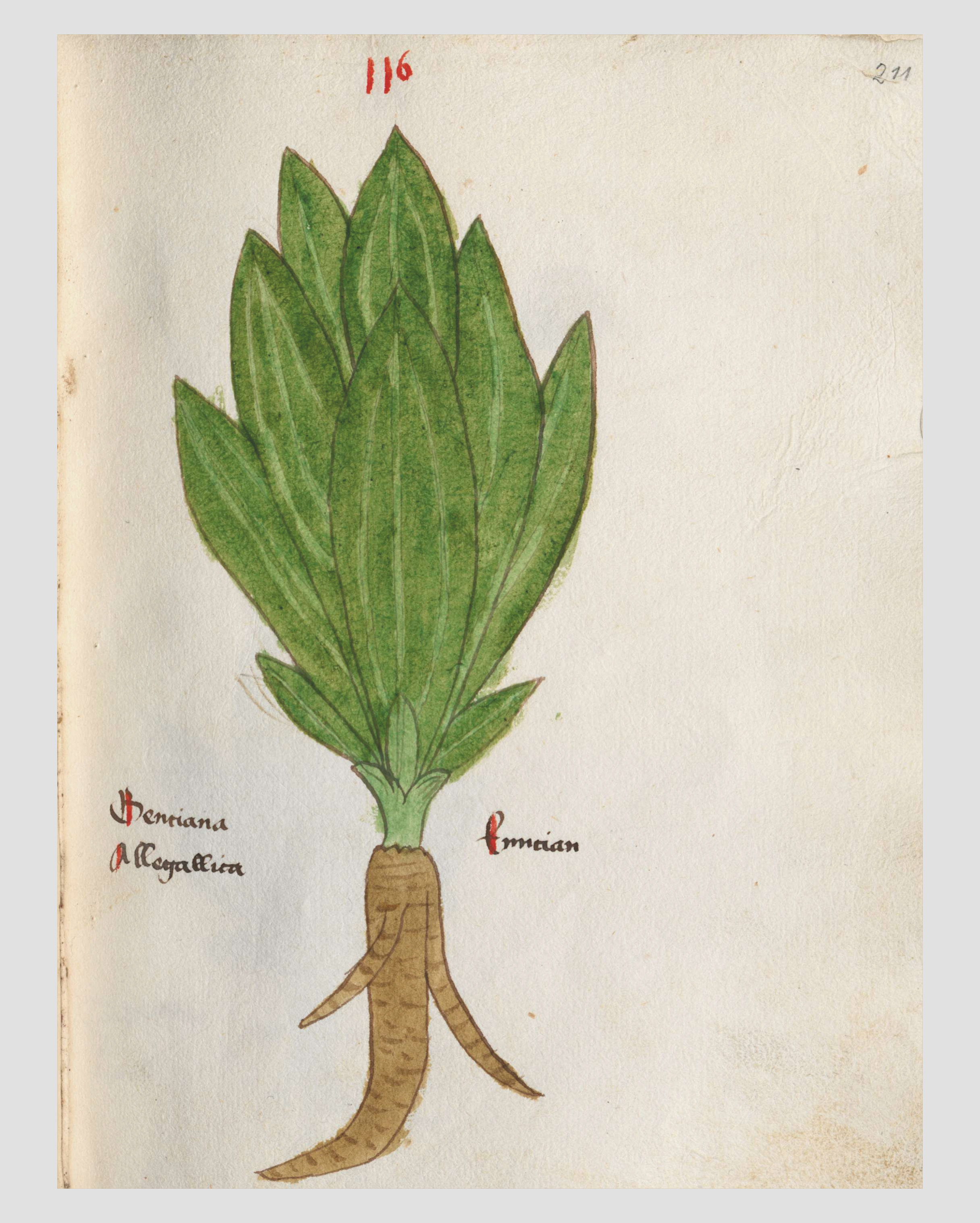
Vitus Auslasser 1479
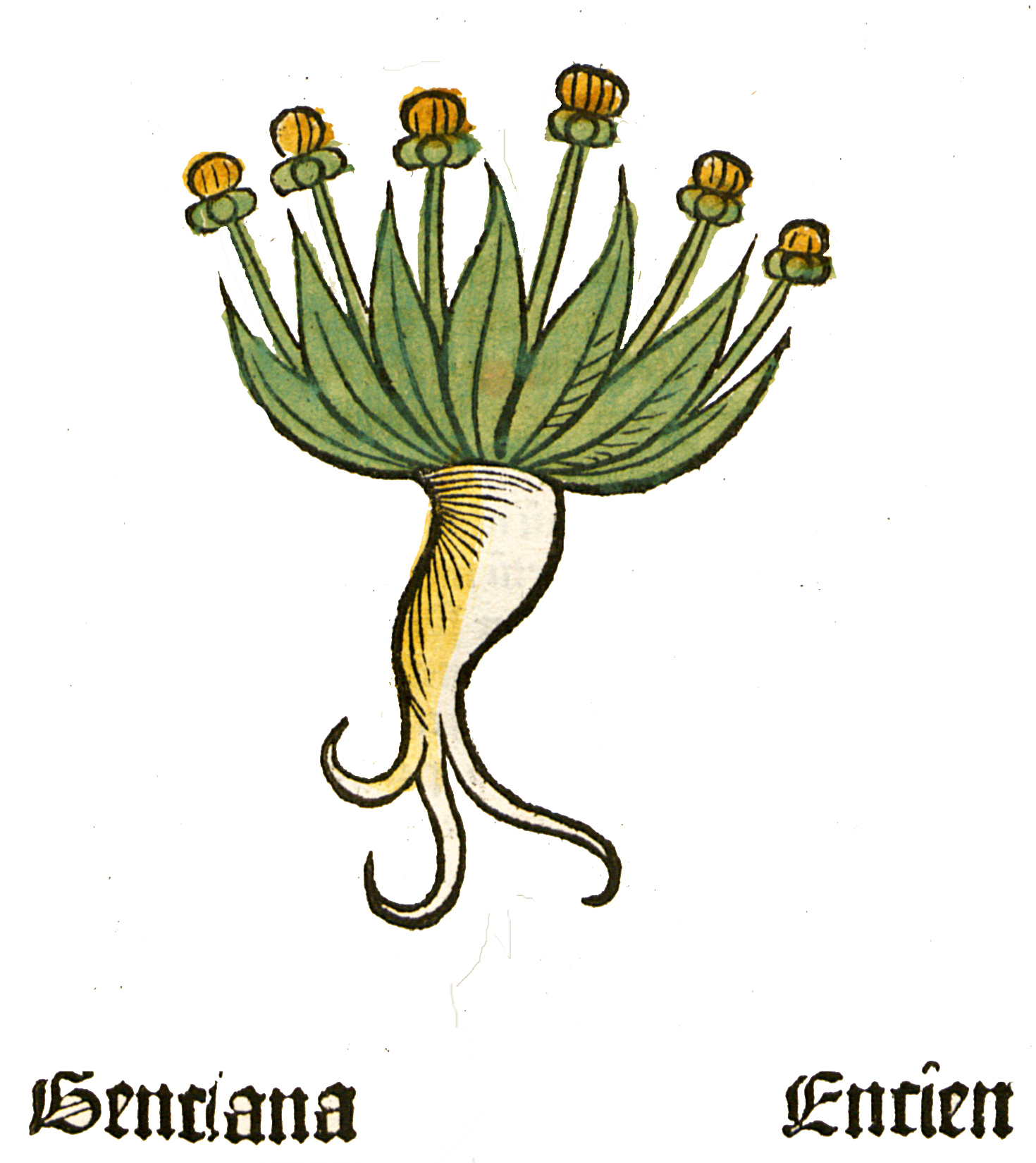
Herbarius Moguntinus 1484
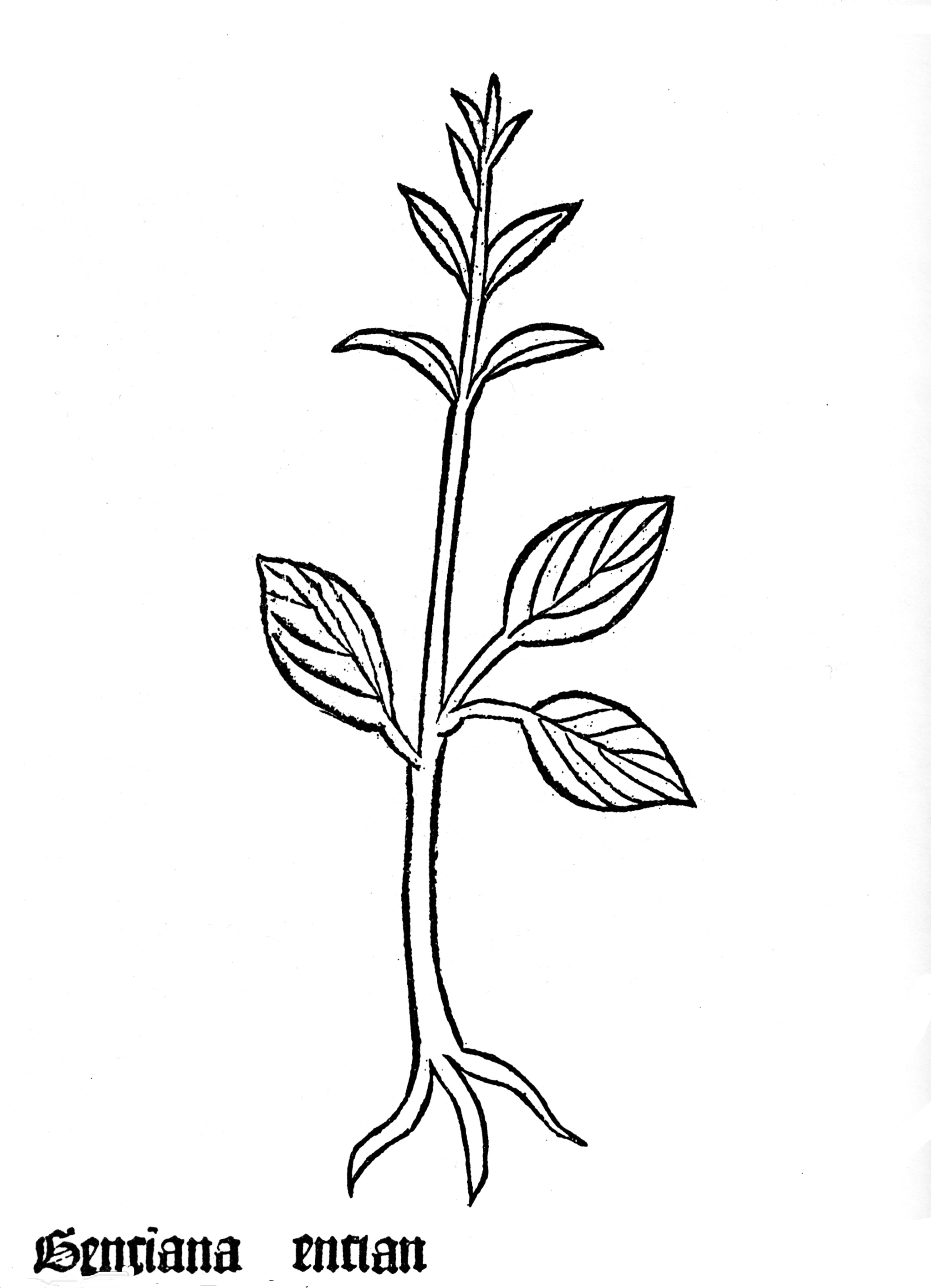
Gart der Gesundheit 1485
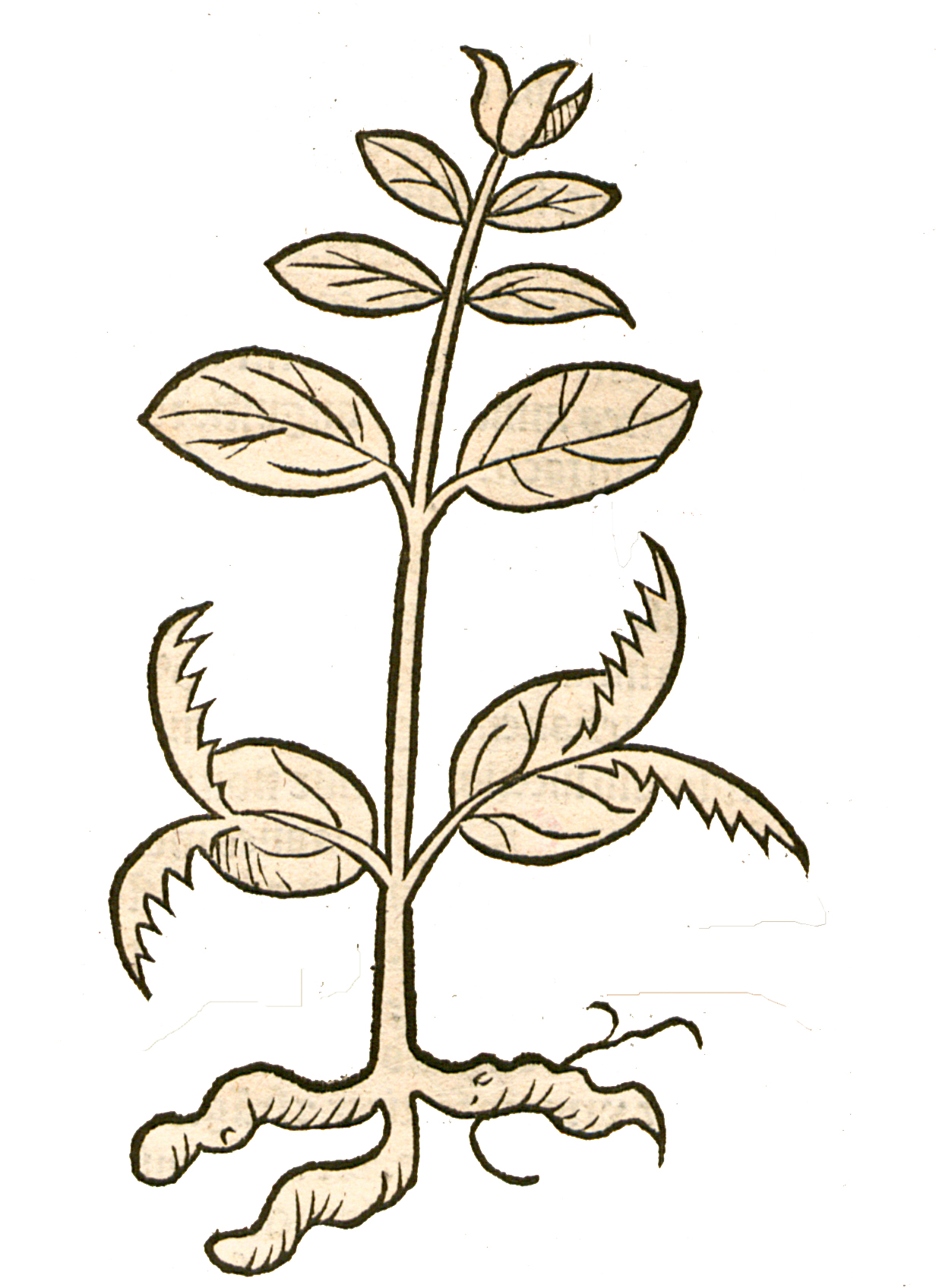
Hortus sanitatis 1491
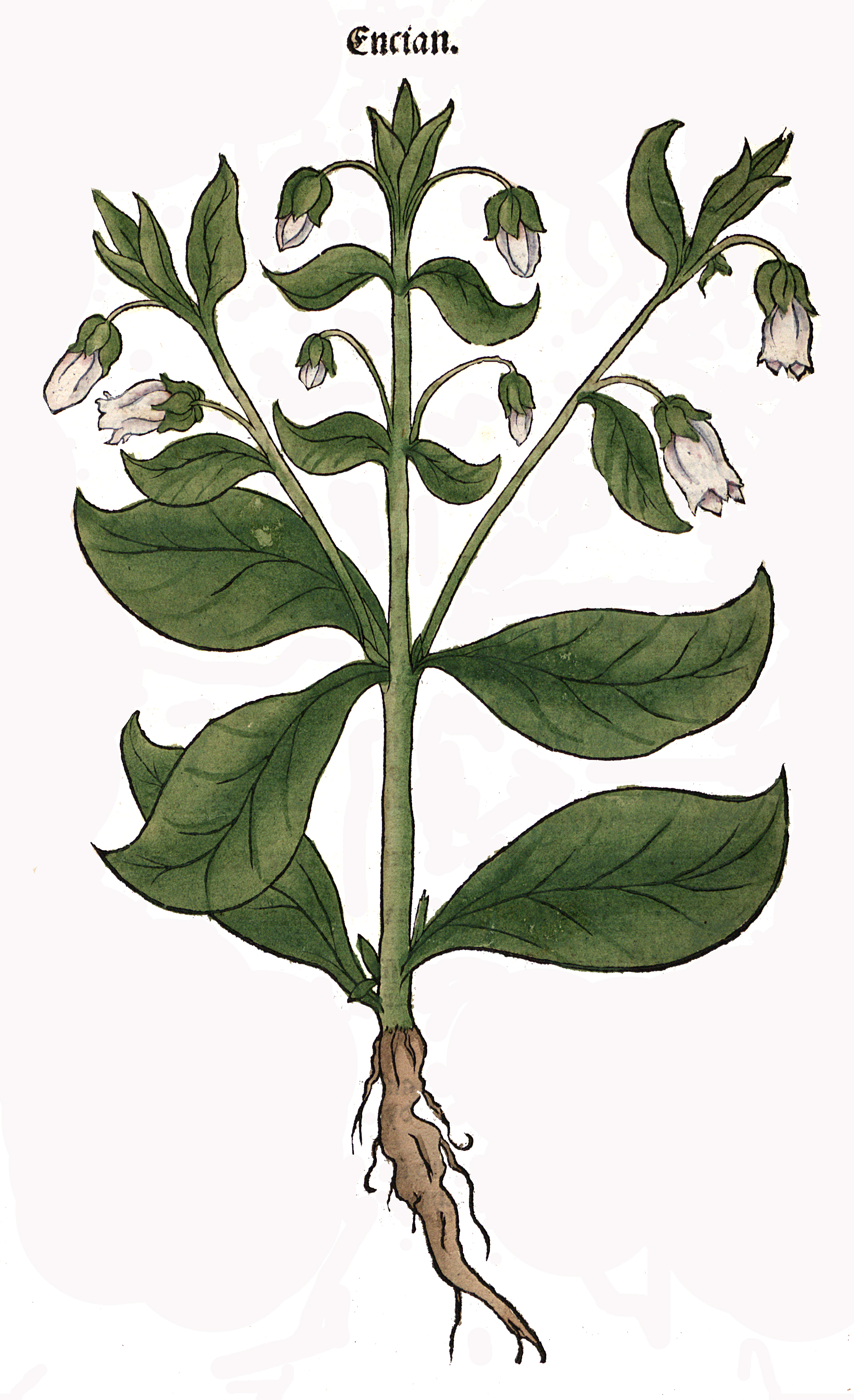
Otto Brunfels 1537
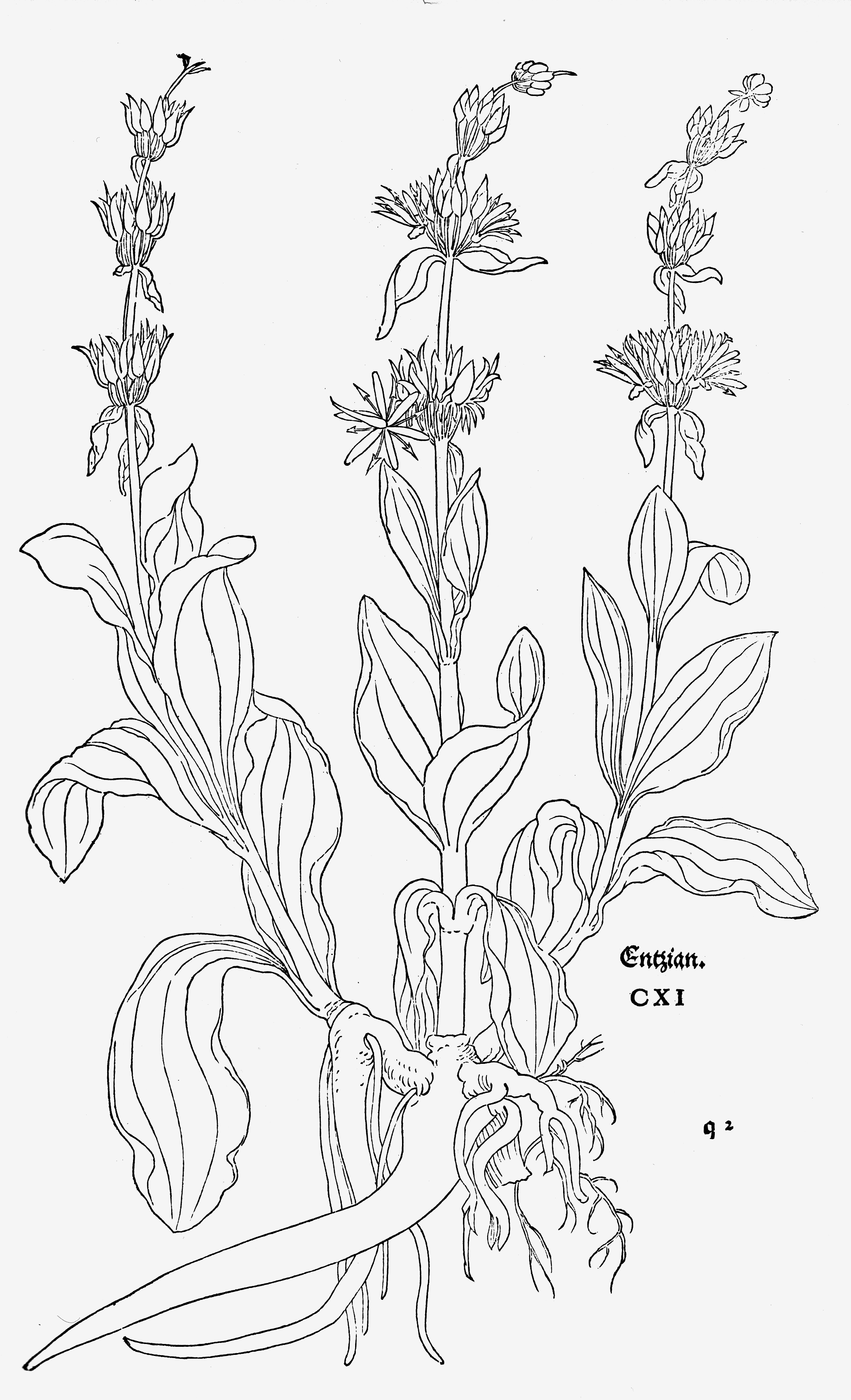
Leonhart Fuchs 1543
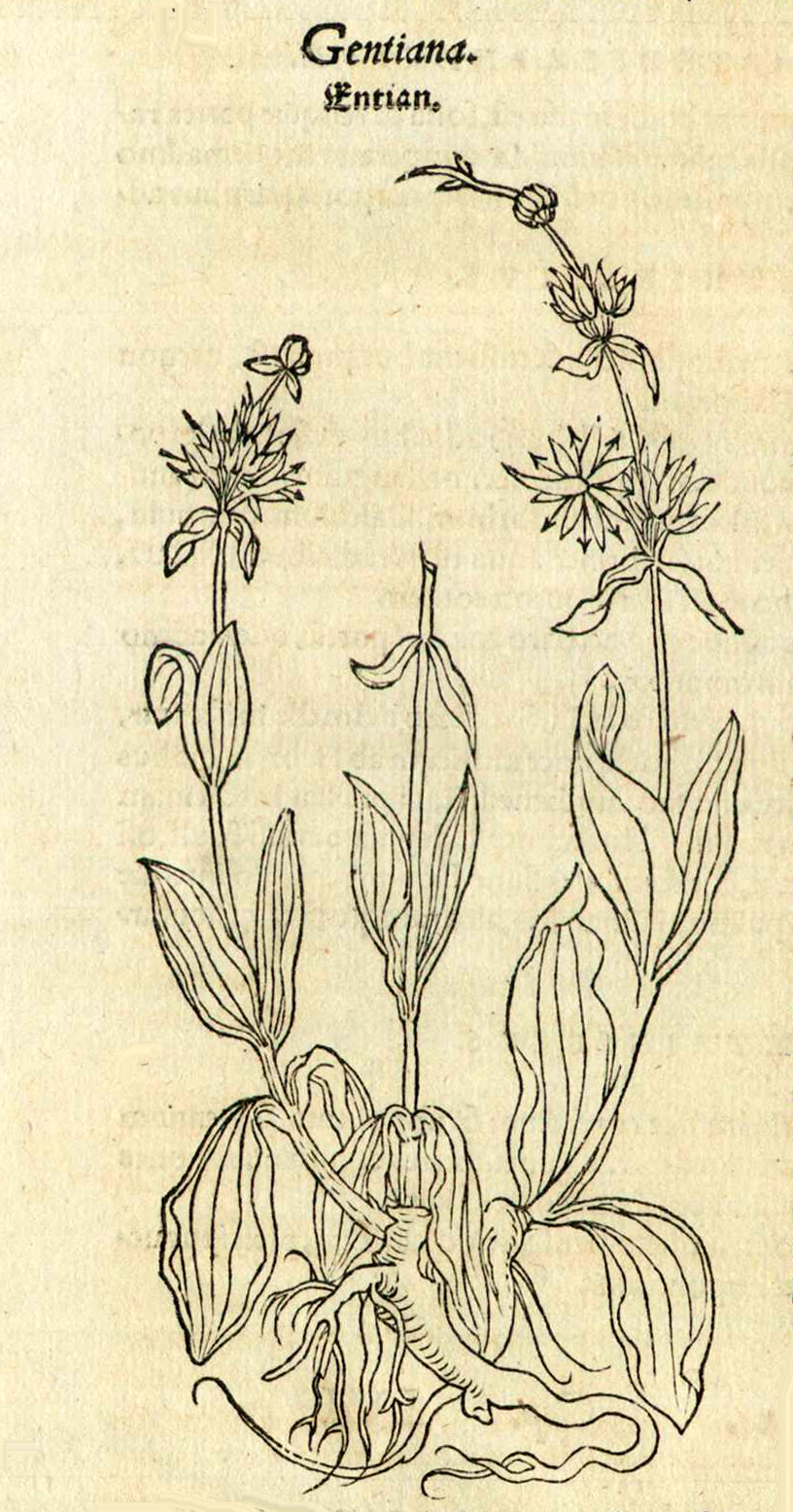
Hieronymus Bock 1546/52
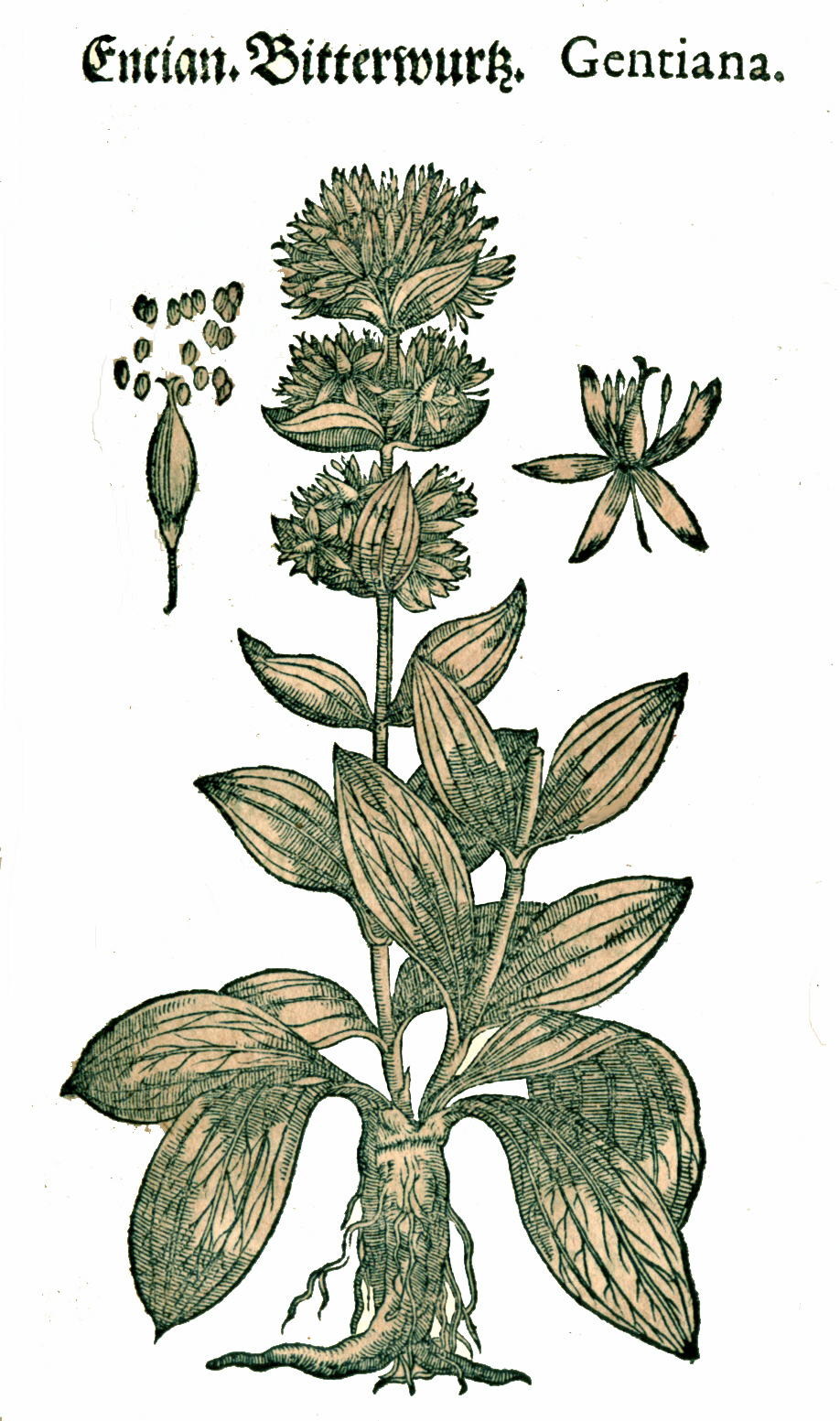
Mattioli / Handsch / Camerarius 1586